# 阿里芬·达斯利夫
阿里芬·塔斯里夫（1953年6月19日—），另译阿里芬·达斯里夫，米南佳保族，印度尼西亚政治人物，现为佐科·维多多内阁的能源与矿产资源部部长。